# Du lịch Đắk Lắk
Đắk Lắk là một trong những tỉnh giàu tiềm năng về du lịch của Việt Nam vì Đắk Lắk có nhiều di tích, thắng cảnh và có truyền thống văn hóa đa dạng, Phong cảnh ở đây là sự kết hợp hài hòa giữa nét đẹp hoang sơ của núi rừng pha lẫn sự hiện đại của phố thị. Một phố núi dịu dàng và tĩnh lặng, nhưng lại vô cùng quyến rũ bởi những dãy núi đồi hùng vĩ, những cánh rừng cà phê xanh bạt ngàn, xen lẫn vào đó là những ngôi nhà sàn của người dân tộc. Dân cư sinh sống ở đây phần lớn là người Kinh, Ê Đê,M’nông và J’rai... người dân tộc tại chỗ sinh hoạt gắn liền với Bến nước và Nhà sàn 

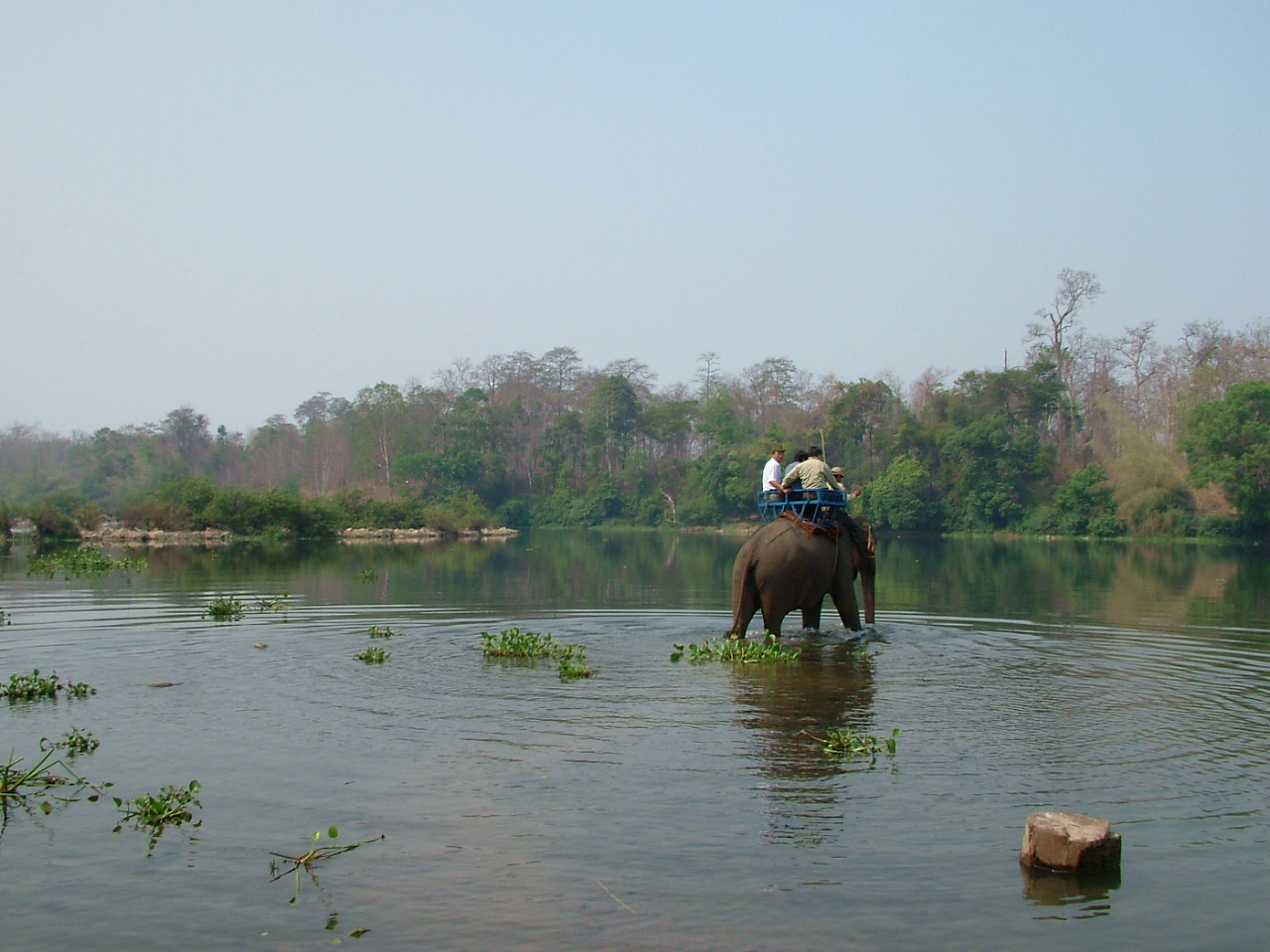
Voi chở khách du lịch tại Buôn Đôn

Đặc biệt, Đắk Lắk có Bản Đôn là một địa danh đã được đưa vào bản đồ du lịch thế giới vì truyền thống săn bắt, thuần dưỡng voi rừng và Buôn Ma Thuột được xem như là một trong những "thủ phủ cà phê" trên thế giới.
Đắk Lắk có bản sắc văn hoá đa dạng như các trường ca truyền miệng lâu đời Đam San, Xinh Nhã dài hàng nghìn câu; như các ngôn ngữ của người Ê Đê, người M'Nông...; như các đàn đá, đàn T'rưng, đàn k'lông pút... 

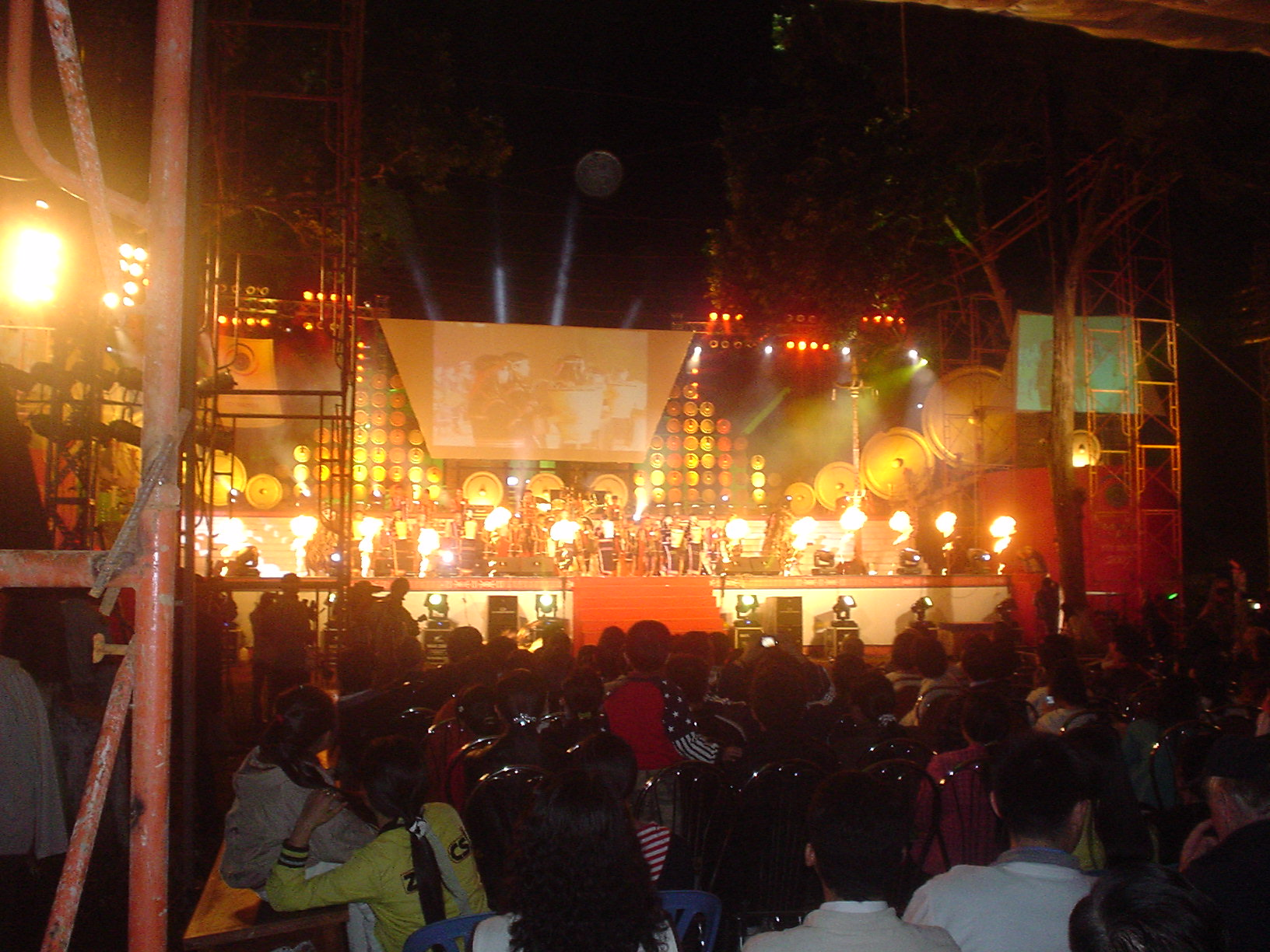

Đắk Lắk cũng là một phần của Không gian văn hóa Cồng Chiêng Tây Nguyên, được UNESCO công nhận là di sản văn hóa phi vật thể của nhân loại. Ngoài ra, Đắk Lắk còn có các ngôi nhà dài truyền thống của người bản địa mà theo huyền thoại có thể "dài như tiếng chiêng ngân" hoặc các bến nước tại các buôn làng đồng bào dân tộc thiểu số. Ở các buôn làng ở Đắk Lắk còn có những sản phẩm gia dụng như bàn, ghế và kể cả thuyền độc mộc đẽo từ những cây rừng lớn nguyên vẹn.

## Công trình kiến trúc cổ
- Toà Giám mục tại Đắk Lắk
- Nhà thờ chính tòa
- Chùa Khải Đoan
- Biệt điện Bảo Đại
- Nhà ở trong các đồn điền cà phê thời Pháp thuộc.

## Bảo tàng
- Bảo tàng các dân tộc Việt Nam tại Đắk Lắk - Số 04 Nguyễn Du
- Bảo tàng Cách mạng ở Buôn Ma Thuột - đường Lê Duẩn, gần ngã 6 trung tâm.
- Bảo tàng lan rừng Troh bư Buôn Đôn - Xã Ea Nuôl huyện Buôn Đôn
- Nhà đày Buôn Ma Thuột

## Lễ hội
Các lễ hội đáng chú ý gồm có Lễ mừng lúa mới, Lễ bỏ mả, Lễ hội đâm trâu, Lễ cúng Bến nước, Lễ hội đua voi, Lễ hội Cồng chiêng và Lễ hội cà phê… được tổ chức đều đặn hàng năm như một truyền thống.

### Lễ hội đuavoi
Là lễ hội được tổ chức vào tháng 3 hàng năm tại khu vực Bản Đôn - Huyện Buôn Đôn. Trong lễ hội, các chú voi nhà sẽ được tham gia nhiều môn thi như chạy đua, bơi vượt sông, đá bóng...trước sự cổ vũ nhiệt tình của đông đảo du khách và người dân trong khu vực.

### Lễ hội Cồng chiêng
Là một lễ hội được tổ chức hàng năm theo hình thức luân phiên tại các tỉnh có văn hoá cồng chiêng trong đó Đắk Lắk là một điểm quan trọng và hay được chọn nhất do vị trí trung tâm văn hoá, chính trị, xã hội của khu vực. Trong lễ hội nghệ nhân của các tỉnh sẽ trình bày, biểu diễn không gian văn hoá của dân tộc và của tỉnh mình.

### Lễ hộicà phê
Là một lễ hội được tổ chức ở Đắk Lắk để tôn vinh cây cà phê, loài cây chiếm vị trí độc tôn trong cơ cấu cây trồng ở đây. Lễ hội mới chỉ bắt đầu được tổ chức từ năm 2005 trong chương trình quảng bá hình ảnh Thủ phủ cà phê Buôn Ma Thuột và được tổ chức hàng năm.

### Lễ cúng Bến nước
Là một lễ hội truyền thống ở Đắk Lắk và là nét đẹp văn hóa đặc trưng của vùng Tây nguyên

### Lễ đâm trâu
Là một lễ hội truyền thống ở Đắk Lắk và Tây nguyên nói chung

### Lễ mừng lúa mới
Là một lễ hội truyền thống ở Đắk Lắk và Tây nguyên

### Lễ bỏ mả
Là một lễ hội truyền thống ở Đắk Lắk và Tây nguyên

## Ẩm thực
Do Đắk Lắk có đến 44 dân tộc anh em nên ẩm thực ở đây thực đa dạng, có đủ các món ăn của cả ba miền Bắc, Trung, Nam. Nhiều người còn đánh giá là hàng quán ở Đắk Lắk nấu ăn ngon, hợp khẩu vị của đa số. Đáng chú ý là các món ăn dân dã Tây nguyên như Gà nướng Bản Đôn, các món nấu với lá giang, cà đắng, các món chế biến từ cá sông…
Về rượu, ở Đắk Lắk tuy phổ biến rượu cần với nhiều nhãn hiệu nhưng đặc biệt nhất thì lại phải nói đến rượu Ama Kông.

## Văn hóaCà phê Buôn Ma Thuột
Tuy cây cà phê được du nhập vào Việt Nam từ rất sớm (năm 1870) nhưng được trồng đại trà ở Đắk Lắk chỉ từ những năm sau 1930 trong những đồn điền của người Pháp như Ca Da, Rốt Si, Victoria... Hiện tại theo số liệu niên giám thống kê năm 2006, Đắk Lắk có 174.740 ha cà phê chủ yếu là loài Robusta. Đắk Lắk cũng là nơi được xem là nơi có năng suất cà phê trung bình cao nhất thế giới 2,5 tấn/ha. Tổng sản lượng cà phê năm 2006 của Đắk Lắk là 435.025 tấn, góp phần trong việc đưa sản lượng cà phê Việt Nam lên vị trí số 2 của những quốc gia xuất khẩu cà phê và là nhà xuất khẩu cà phê vối hàng đầu. Ở Đắk Lắk gần như huyện nào cũng có trồng cà phê, nhưng cà phê quanh vùng Buôn Ma Thuột vẫn luôn được đánh giá là có chất lượng cao nhất, có hương vị đặc trưng nhất và đã được lấy làm chỉ dẫn địa lý. Vì những lý do trên, Buôn Ma Thuột hay được gọi là "thủ phủ cà phê". Chỉ riêng ở Buôn Ma Thuột, các quán cà phê nhiều đến nỗi nếu mỗi ngày chỉ vào một quán thôi thì cũng phải mất cả năm mới đi giáp một vòng. Các quán cà phê ở Buôn Ma Thuột hầu hết đều được đầu tư rất lớn và có phong cách riêng để thu hút khách, tuy nhiên hấp dẫn nhất với du khách thường là các quán có phong cách Tây nguyên như Thiên đường cà phê Mêhycô, làng cà phê Trung
nguyên, Thung lũng hồng, Chuông đá, Cà phê chồn Troh bư... Giờ đây người ta hay nói: Đến Đắk Lắk mà không đi uống cà phê thì coi như chưa đến Đắk Lắk.

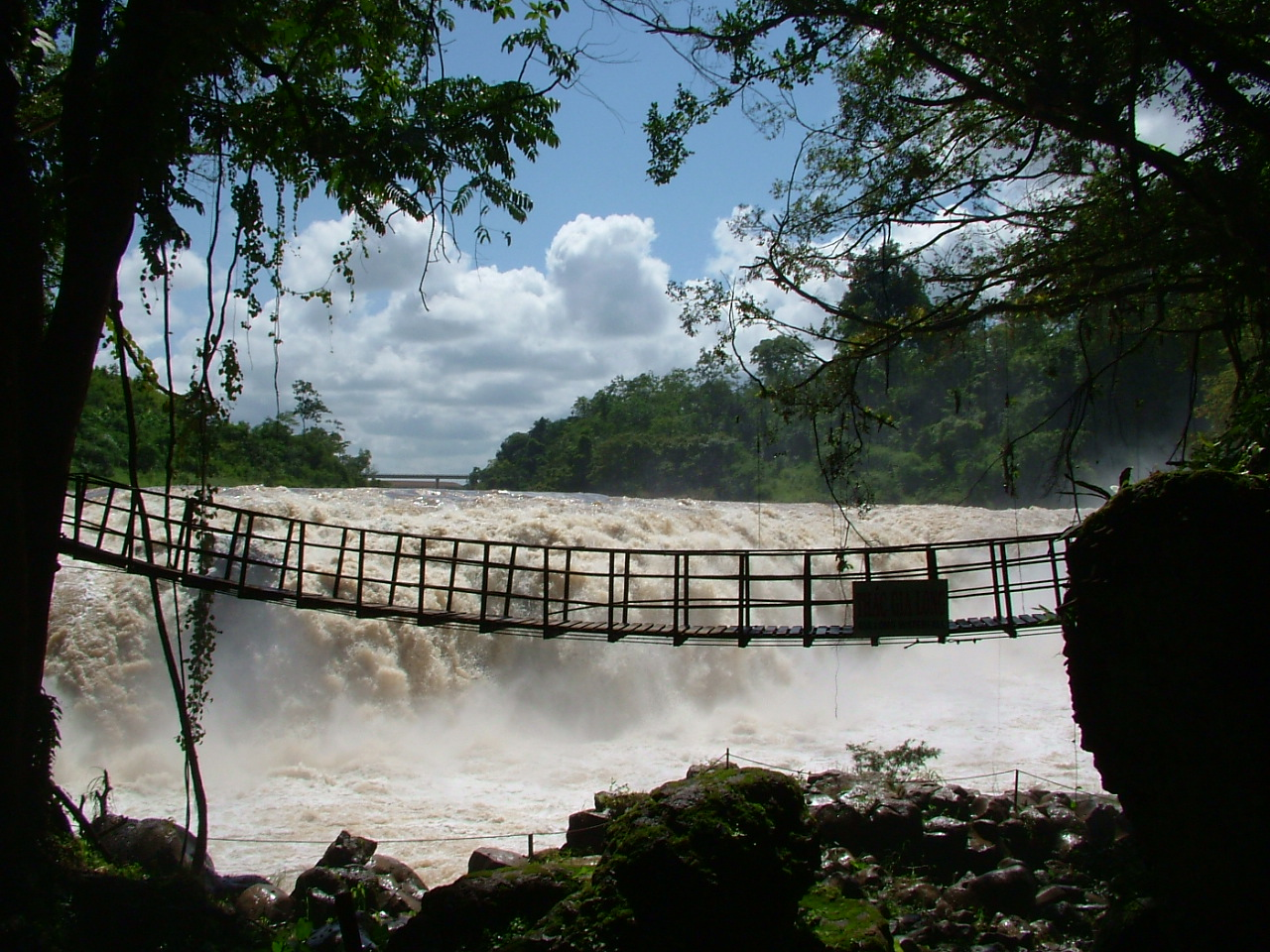
Thác Gia Long ở Đắk Lắk

- Đình Lạc Giao
- Chùa Sắc tứ Khải Đoan
- Nhà đày Buôn Ma Thuột
- Khu Biệt điện Bảo Đại
- Tòa giám mục Ban Mê Thuột
- Hang đá Đắk Tur - Krông bông
- Tháp Yang Prong – Easóup

## Thắng cảnh
Đắk Lắk là một tỉnh miền núi nên có rất nhiều thắng cảnh như: Hồ Lắk - Lắk; Hồ Ea Súp Thượng - Ea súp; Hồ Ea Kao - Buôn Ma Thuột; Hồ thuỷ điện Sêrepôk 3, Đảo Yến - Buôn Đôn; thác Bảy nhánh, thác Phật - Buôn Đôn; thác Krông Kmar - Krông Bông; thác Đray Sáp, thác Đray Nu, thác Gia Long - Krông Ana; thác Thủy Tiên - Krông Năng; Thác Bay - Ea Sô; Thác Đray K'nao - Ma đ'rắk...

## Danh lam
- Chùa Sắc tứ Khải Đoan

- Vườn quốc gia Yok Đôn
- Vườn quốc gia Chư Yang Sin
- Khu bảo tồn thiên nhiên Nam Kar
- Khu bảo tồn thiên nhiên Ea Sô
- Khu bảo tồn Thông nước Ea Ral
- Khu Rừng lịch sử văn hóa môi trường Hồ Lắk

- Vườn cảnh Trohbư

## Các điểm du lịch ở thành phố Buôn Ma Thuột
Tại Buôn Ma Thuột, du khách có thể dễ dàng đi bộ tham quan các điểm di tích lịch sử cách ngã 6 trung tâm thành phố một bán kính không quá 2 km là: Đình Lạc Giao, Chùa Sắc tứ Khải Đoan, Nhà đày Buôn Ma Thuột, Bảo tàng các dân tộc Việt Nam tại Đắk Lắk - Biệt điện Bảo Đại cũ, Tòa giám mục Ban Mê Thuột,... Cũng có thể đến với làng văn hoá buôn AKô Đhông đầy bản sắc họăc ngắm cây Kơ nia cổ thụ giữa lòng thành phố (trong khuôn viên nhà văn hóa trung tâm ngay) sát Ngã 6 Ban Mê... Du khách còn có thể chọn việc thưởng thức hương vị cà phê Ban Mê tại các quán có phong cách Tây nguyên như Làng Cà phê Trung Nguyên, Cà phê Chuông đá, Quán Văn...

### Ngã 6 Ban Mê
Ngã 6 Ban Mê là trung tâm thành phố Buôn Ma Thuột, nằm trên giao điểm của quốc lộ 14 và quốc lộ 26 đi qua thành phố. Ở đây có Tượng đài chiến thắng Buôn Ma Thuột được coi như biểu tượng của thành phố

### Cây Kơ nia cổ thụ
Cây Kơnia, hay còn gọi là Cốc, Cầy, là một loài cây thân gỗ lớn, cao 15–30 m, đường kính 40–60 cm, tên khoa học là Irvingia malayana, thuộc họ Irvingiaceae. Loài cây này mang ý nghĩa tâm linh rất lớn đối với người đồng bào dân tộc thiểu số, họ coi chúng là nơi trú ngụ của thần thánh, của vong linh những người đã khuất, rất ít khi họ đụng chạm đến chúng, chặt phá chúng; vì vậy trên nương rẫy của đồng bào thường có các cây Kơ nia cổ thụ được sử dụng như cây che mát mỗi lúc nghỉ giải lao, nghỉ trưa. Do bài hát Bóng cây Kơ-nia nổi tiếng vì vậy du khách khi đến Buôn Ma Thuột luôn muốn tìm xem tận mắt cây Kơ Nia. Ở trung tâm thành phố Buôn Ma Thuột có một cây Kơ nia cổ thụ nằm trong khuôn viên sân sau nhà văn hoá trung tâm tỉnh, cách ngã 6 Ban Mê vài trăm mét.

### Buôn AKô Đhông

Bên cửa sổ.

AKô Đhông theo tiếng Ê Đê có nghĩa là buôn đầu nguồn vì nó ở đầu nguồn một con suối lớn ở Buôn Ma Thuột là suối Ea Nuôl. Ở đây nguồn suối bắt đầu cũng chính là bến nước cũ của buôn, một bến nước rất đẹp nhưng hiện tại không còn được sử dụng do bị ô nhiễm vì ở ngay trung tâm thành phố.
Buôn nằm ở cuối đường Trần Nhật Duật- thành phố Buôn Ma Thuột. Đây là một buôn lớn có lịch sử lâu đời được quy hoạch rất đẹp và giữ được nhiều giá trị truyền thống, hiện tại là một điểm du lịch hấp dẫn của thành phố. Nằm trong quy hoạch khu trưng bày lịch sử của Buôn Ma Thuột.

## Các điểm du lịch tại cụm huyện Buôn Đôn - Ea Súp

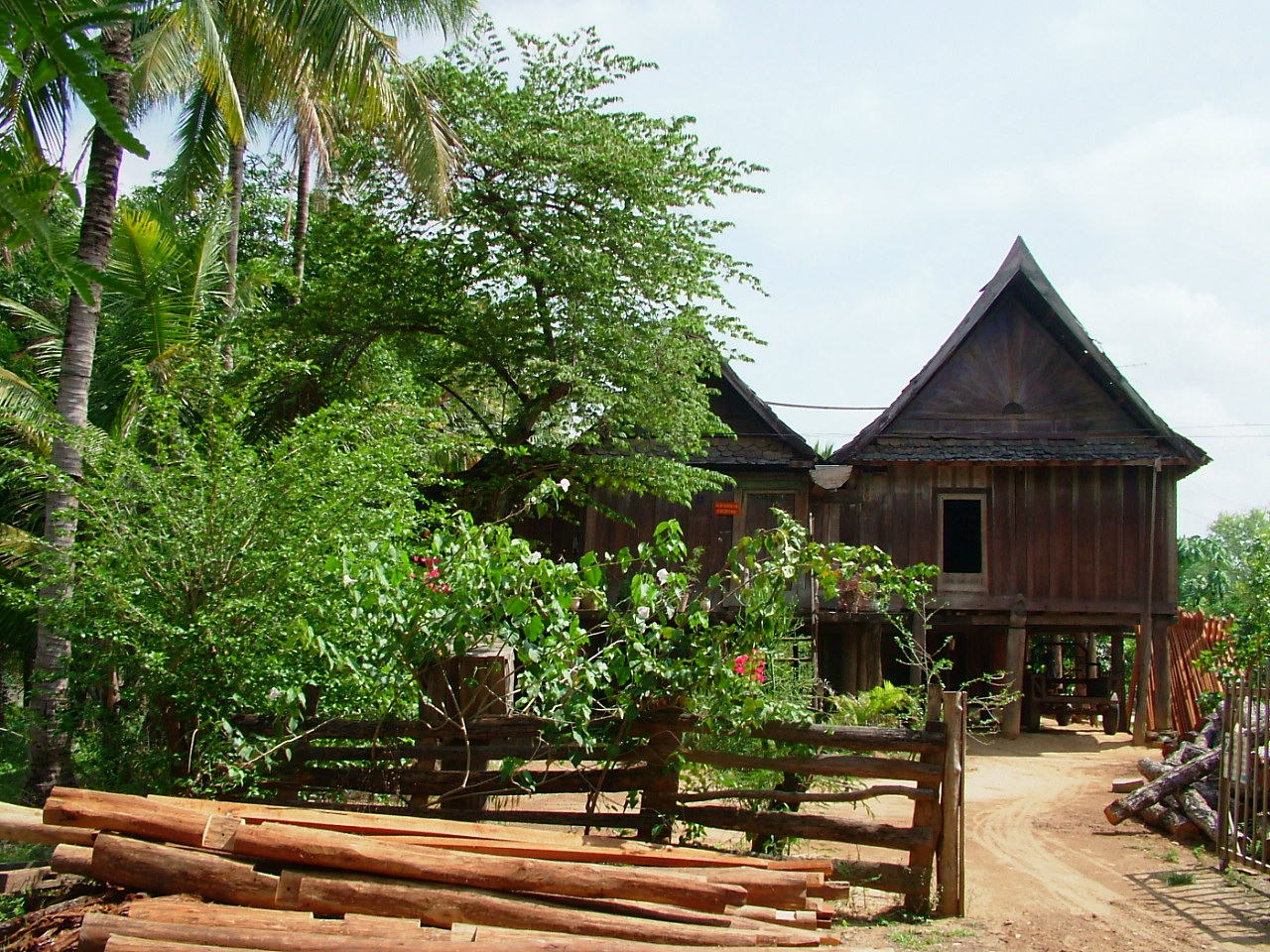
Nhà sàn cổ Bản Đôn

Rời Buôn Ma Thuột, đi theo hướng tỉnh lộ 1 (đường Phan Bội Châu) về phía Tây Bắc, du khách sẽ gặp các điểm tham quan đáng chú ý như:
- Bến nước buôn Kó đung, vườn cảnh Trohbư -xã Ea Nuôl -Buôn Đôn;
- Hồ thuỷ điện Sêrepôk 3 - Đảo Yến Buôn Đôn:  Là hồ nước lớn thứ 2  trên dòng Sêrepôk hình thành do chặn dòng làm thuỷ điện, nằm ở địa phận xã Ea Nuôl, Tân Hoà -Buôn Đôn là 2 xã giáp ranh cách thành phố Buôn Ma Thuột khoảng chừng 15km. Ở nơi đây ngoài phong cảnh tuyệt đẹp do mặt hồ thoáng rộng, du khách còn có những trải nghiệm thú vị như đi thuyền khám phá vùng lòng hồ rộng hơn 1.700 ha vốn được ví là Biển Hồ Buôn Đôn hay Địa Trung Hải - Tây nguyên với nhiều đảo nổi nhỏ và các điểm tham quan du lịch nông nghiệp ở ven bờ như Lâu đài Yến Buôn Đôn, Làng du lịch cộng đồng Đảo Yến - Buôn Đôn ...
- Cụm du lịch Bản Đôn (Gồm: thác Bảy nhánh, Vườn quốc gia Yok Đôn, Khu du lịch Cầu treo, hồ Đắk Minh, nhà sàn cổ Bản Đôn, mộ vua voi)
- Tháp chàm Yang Prong - Ea Súp...

## Các điểm du lịch tại huyện Krông Ana
Đi theo hướng quốc lộ 14 đi Thành phố Hồ Chí Minh sẽ gặp các điểm tham quan đáng chú ý như: Cụm thác Trinh Nữ- thác Đray Sáp - thác Gia Long...

## Các điểm du lịch tại huyện Lắk - Krông Bông
Đi theo hướng quốc lộ 27 đi Đà Lạt, du khách sẽ gặp các điểm tham quan đáng chú ý như:
Huyện Lắk:
- Hồ Lắk: Hồ Lắk là hồ nước ngọt tự nhiên lớn thứ 2 ở Việt Nam với chiều rộng 5 km. Điều thú vị là hồ này thông sang tận Biển Hồ ở Pleiku. Bạn sẽ có những trải nghiệm thú vị ở hồ Lắk như là đi thuyền ngắm cảnh hồ, dạo quanh các buôn làng ngắm nhìn khung cảnh lao động của người dân nơi đây hay tạt vào các khu chợ cóc thử các món ăn vặt.

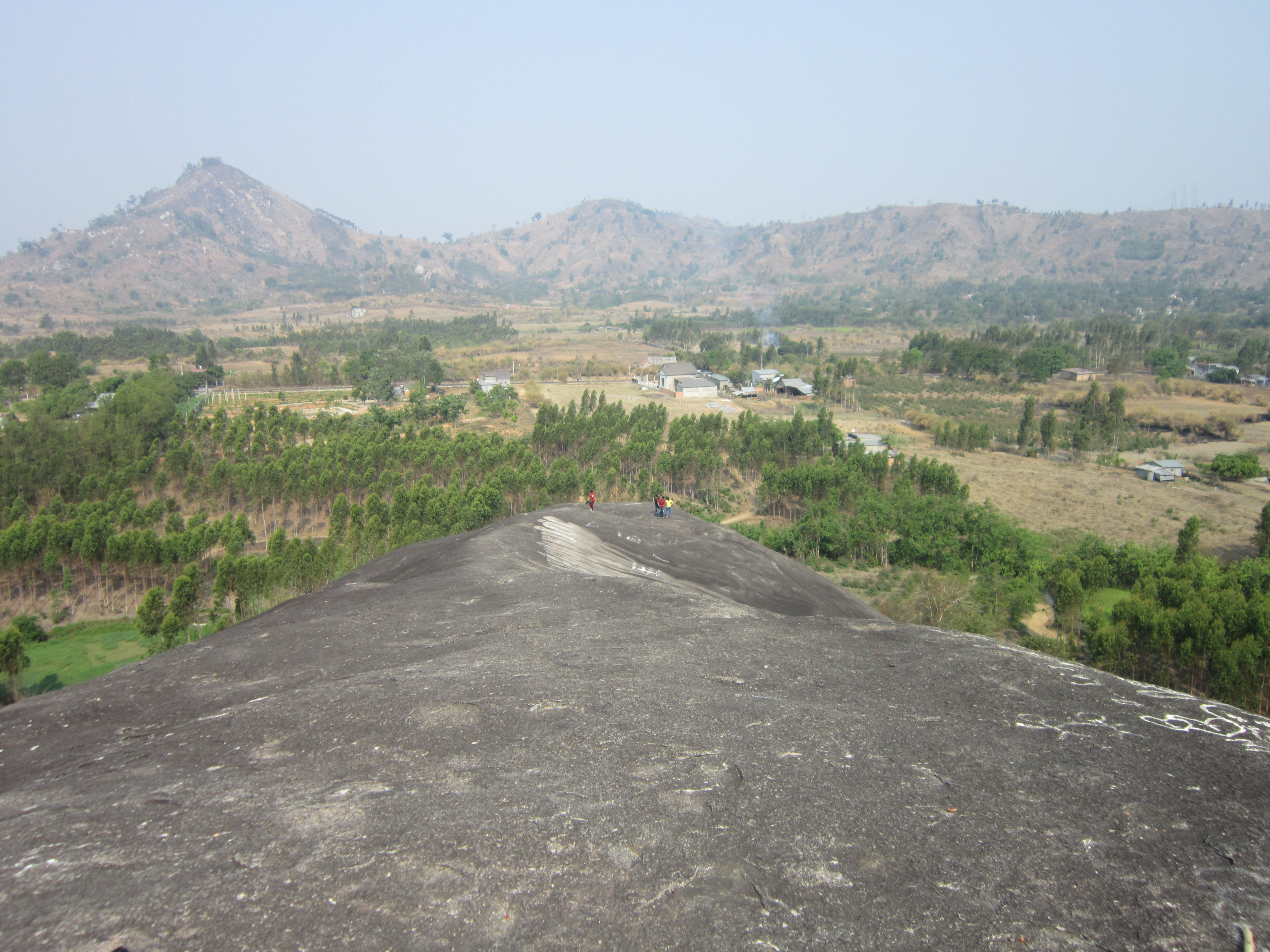
Lưu trữ ngày 10 tháng 9 năm 2018 tại Wayback Machine Đá voi mẹ: Đá Voi Mẹ nằm cách trung tâm TP. Buôn Ma Thuột khoảng 40 km theo Quốc lộ 27. Tảng đá này được ước lượng là tảng đá nguyên khối lớn nhất Việt Nam với chiều dài khoảng 200m với chu vi dưới chân đá khoảng 500m, chiều cao là khoảng hơn 30m. Bạn sẽ mất khoảng 15 phút để trèo lên đỉnh cao nhất của tảng đá và từ đó, bạn có thể ngắm nhìn từ trên cao rất nhiều thắng cảnh trong khu vực như: hồ Yang Reh và dãy Chư Yang Sin, nơi được mệnh danh là mái nhà của Tây Nguyên. Một lưu ý khi bạn leo lên đỉnh đá Voi Mẹ chính là bạn phải thật sự cẩn thận để tránh bị gió mạnh thổi làm ngã hay trượt tay khỏi chỗ bám..
- núi đá voi mẹ

Huyện Krông Bông:
- Thác Krông Kmar, Hang đá Đắk Tour...

## Các điểm du lịch tại huyện Ma đ'rắk - Ea Kar
Đi theo hướng quốc lộ 26 đi Khánh Hòa, du khách sẽ gặp các điểm tham quan đáng chú ý như:
- Thác Bay - Ea Kar;
- Khu bảo tồn thiên nhiên Ea Sô - Ea Kar;
- Thác Đray K'nao - Ma đ'rắk...

## Các điểm du lịch tại huyện Krông Búk- Krông Năng - Ea H'leo
Đi theo hướng quốc lộ 14 đi Gia Lai, du khách sẽ gặp các điểm tham quan đáng chú ý như:
-Thác Thủy Tiên - Krông Năng
- Khu bảo tồn Thông nước Ea Ral- Ea H'leo...

## Thư viện ảnh

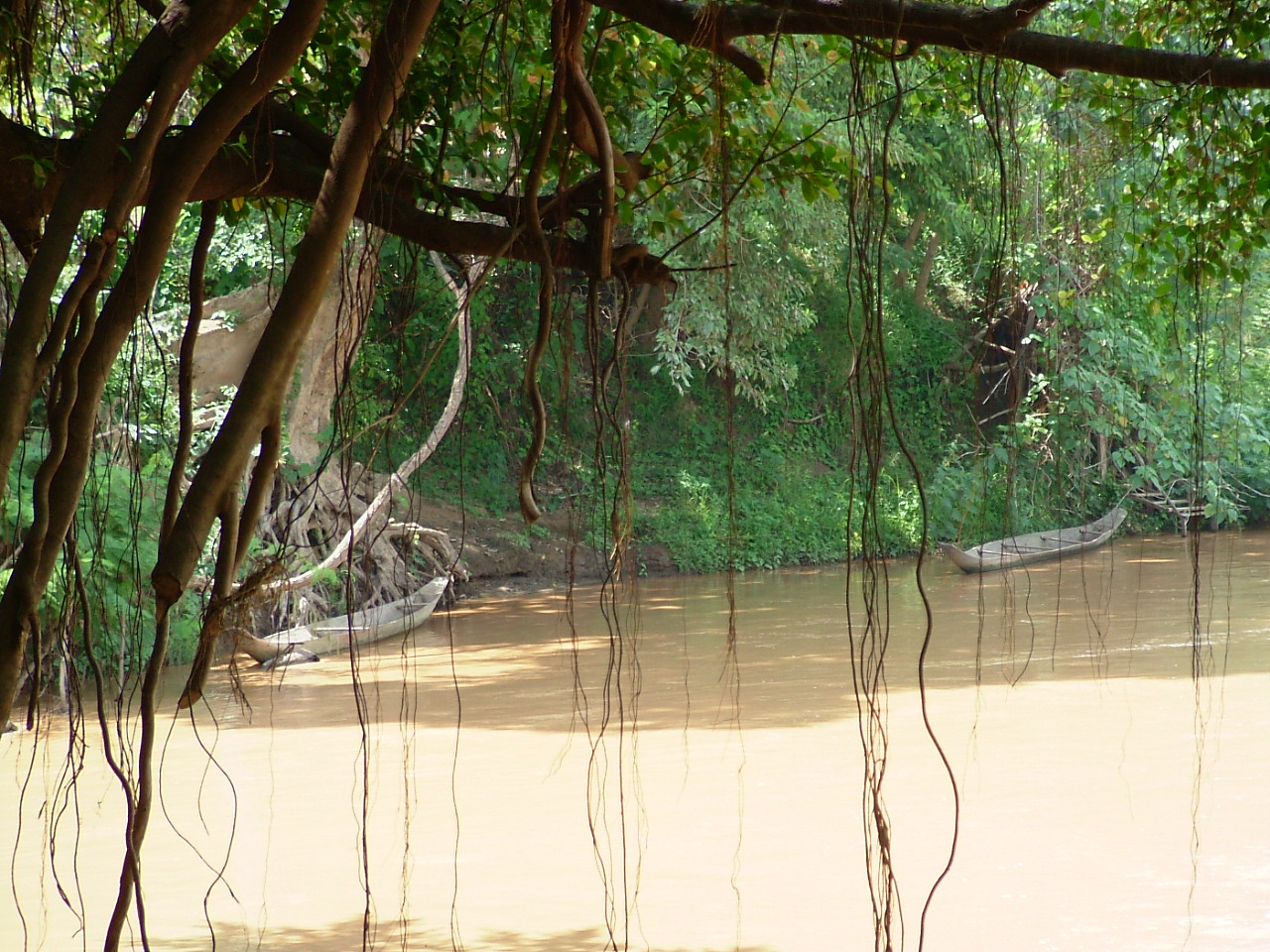
Sông Serepôk
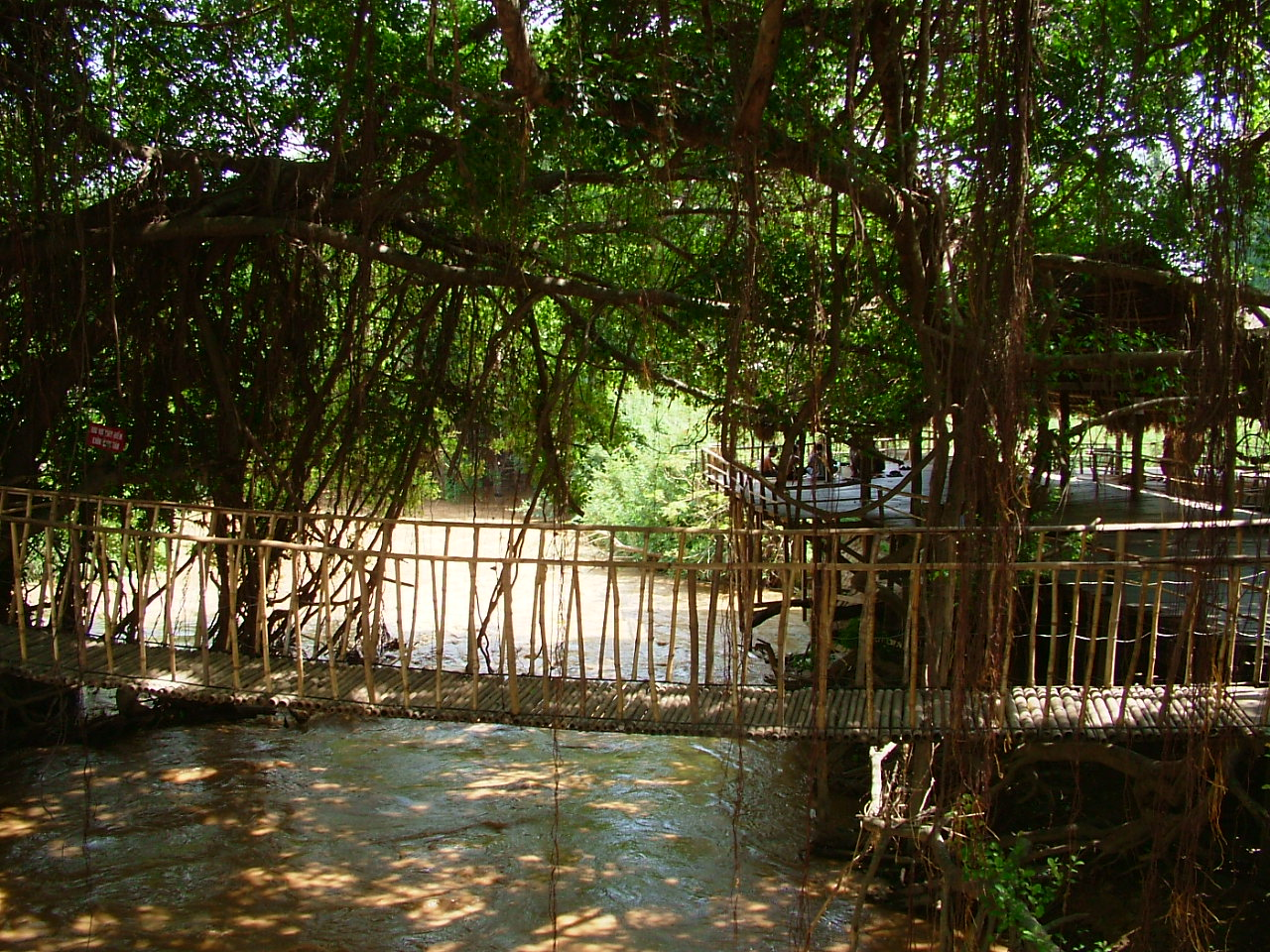
Cầu treo Bản Đôn, Buôn Đôn
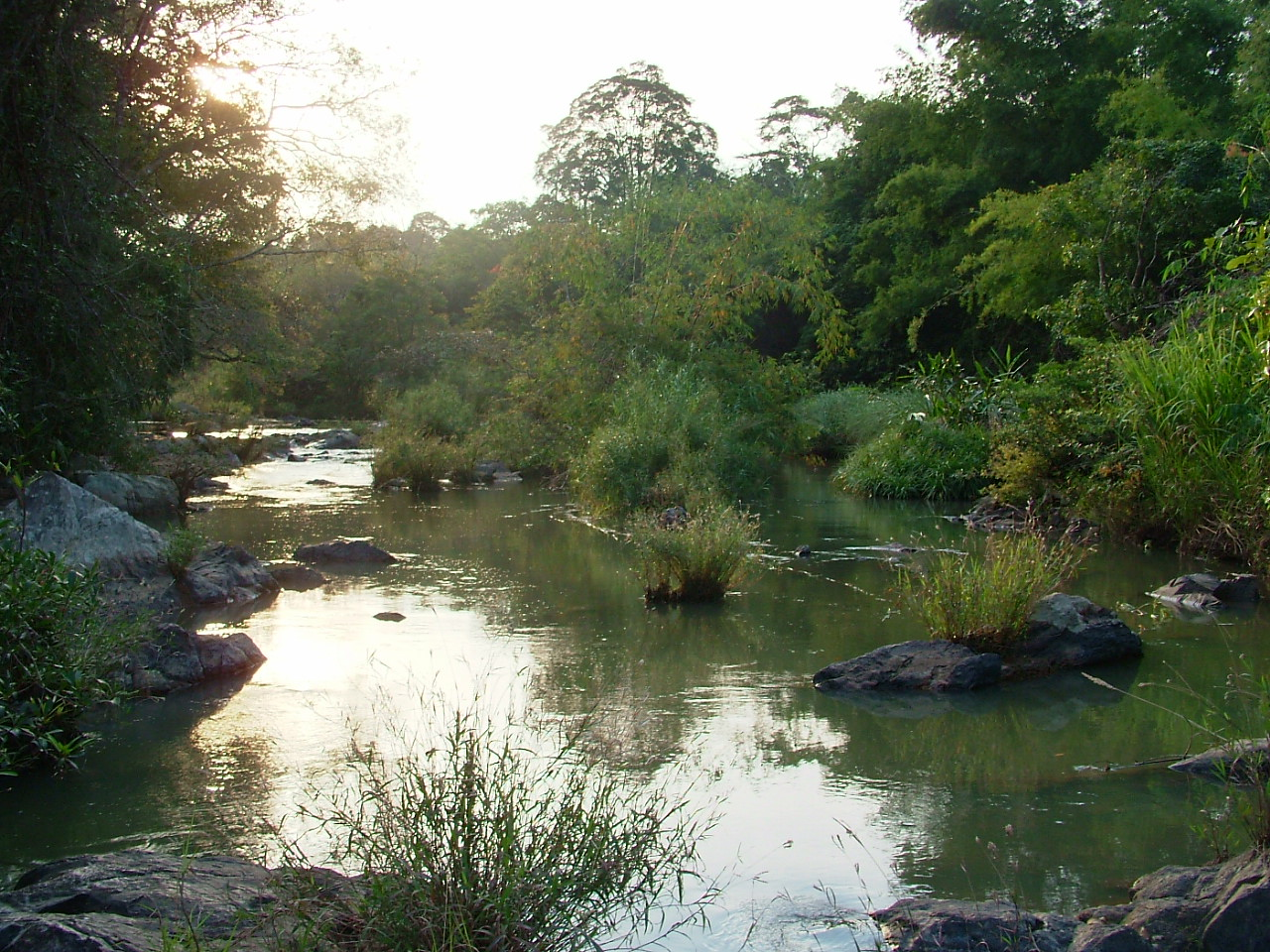
Suối trong khu Bảo tồn thiên nhiên Ea Sô
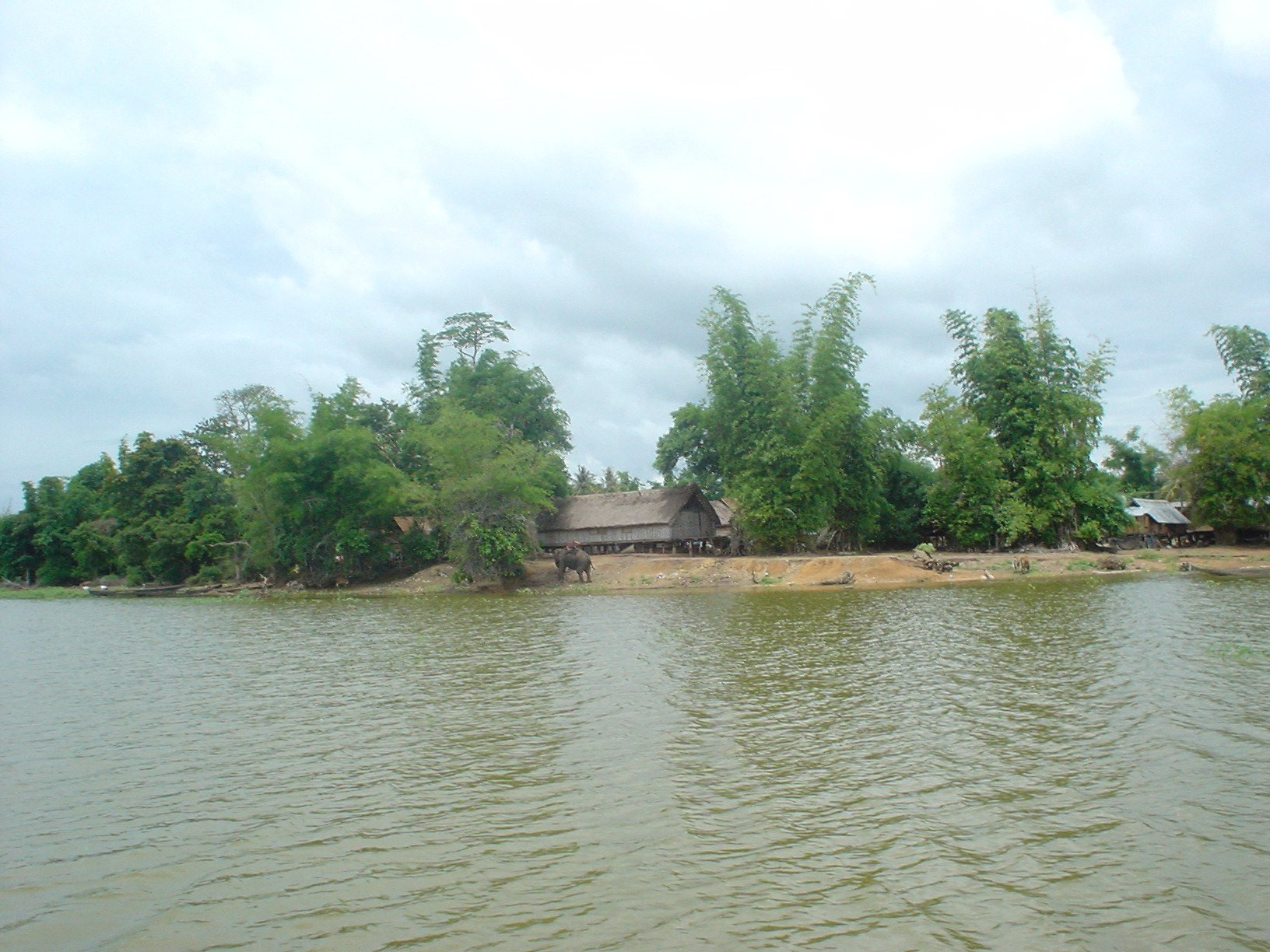
Buôn Jun nhìn từ hồ Lắk